# Tamer Hassan
Tamer Hassan (Londres, 18 de marzo de 1968) es productor y actor de cine y televisión inglés.

## Biografía
Hassan nació en Londres, dentro de una familia turco-chipriota. Practicó boxeo hasta sufrir una lesión, trasladando sus intereses hacia la apertura de restaurantes y centros nocturnos; actualmente, es el dueño, presidente y jugador/entrenador del equipo de fútbol Greenwich Borough F.C., siendo además fan del  Millwall. Dirigió también el Gimnasio de Boxeo Eltham, optando tiempo después por la actuación. Hassan también juega para Tamber, un pequeño club de Londres. 

### Carrera como actor
Hassan comenzó a actuar en papeles en televisión antes de su papel en la The Calcium Kid. Más tarde fue elegido para el papel central de la película The Football Factory. Posteriormente, colaboró también con Nick Love interpretando el papel principal en The Business

### Filmografía
| Año       | Película                          | Rol                   | Notas                            |
| --------- | --------------------------------- | --------------------- | -------------------------------- |
| 1987      | No hay salida                     | Oficial en una fiesta |                                  |
| 2002      | Dju!                              | Himself               |                                  |
| 2002      | Judge John Deed                   | Hussain Husaini       | Episodio: "Political Expediency" |
| 2003      | The Bill                          | Hasan Ergunsah        | Episodio: "090"                  |
| 2004      | Murder City                       | Michael Samuels       | Episodio: "Big City Small World" |
| 2004      | The Calcium Kid                   | Pete Wright           |                                  |
| 2004      | Spivs                             | Villa                 |                                  |
| 2004      | The Football Factory              | Fred                  |                                  |
| 2004      | Layer Cake                        | Terry                 |                                  |
| 2005      | Hannibal v Rome                   | Hannibal              | Película para televisión         |
| 2005      | Danny the dog (aka Danny the Dog) | Georgie               |                                  |
| 2005      | Batman Begins                     | Faden's Limo Driver   |                                  |
| 2005      | 7 Seconds                         | Rahood                |                                  |
| 2005      | The Business                      | Charlie               |                                  |
| 2005      | Revealed                          | Hannibal              | Episodio: "Hannibal of the Alps" |
| 2005      | The Comic Strip Presents...       | Luccio                | Episodio: "Sex Actually"         |
| 2007      | The Ferryman                      | Big Dave              |                                  |
| 2007      | Eastern Promises                  | Chechen               |                                  |
| 2007      | The Omid Djalili Show             | Himself               | 2 Episodios                      |
| 2001–2007 | Casualty                          | Stan / Barry Rayfield | 2 Episodios                      |
| 2008      | Sucker Punch                      | Del                   |                                  |
| 2008      | West 10 LDN                       | Gout                  | Película para televisión         |
| 2008      | Beyond the Rave                   | Rich Crocker          |                                  |
| 2008      | Cass                              | Ray                   |                                  |
| 2008      | EastEnders                        | Ahmet                 | 2 Episodios                      |
| 2009      | K                                 | Alberto               |                                  |
| 2009      | Goal! III                         | Ronnie                |                                  |
| 2009      | iD3                               | Tommaso               |                                  |
| 2009      | City Rats                         | Jim                   |                                  |
| 2009      | Hotel Babylon                     | Gómez                 | 2 Episodios                      |
| 2009      | Wrong Turn 3: Left for Dead       | Chavez                |                                  |
| 2009      | Dead Man Running                  | Nick                  |                                  |
| 2010      | Kick-Ass                          | Matthew               |                                  |
| 2010      | Furia de titanes                  | Ares                  |                                  |
| 2010      | The Hike                          | Dean                  |                                  |
| 2010      | The Last Seven                    | Jack Mason            |                                  |
| 2010      | Bonded by Blood                   | Pat Tate              |                                  |
| 2010      | Magic Boys                        | Splendid Ben          |                                  |
| 2010      | Service Man                       | Corporal Thomas       |                                  |
| 2010      | Jack Falls                        | El jefe               |                                  |
| 2011      | Blood Out                         | Elias                 |                                  |
| 2011      | Red Faction: Origins              | Stoller               |                                  |
| 2011      | Amoc                              | Dell                  | (post-producción)                |
| 2011      | The Double                        | Boz                   |                                  |
| 2011      | Freerunner                        | Reese                 | (post-producción)                |
| 2011      | The Hike                          | Dean                  | (post-producción)                |
| 2011      | The Reverend                      | Harold Hicks          | (pre-producción)                 |

| Año  | Película         | Notas               |
| ---- | ---------------- | ------------------- |
| 2009 | Dead Man Running | Productor ejecutivo |
| 2012 | Service Man      | Productor ejecutivo |